# 自由ソフトウェアの歌
自由ソフトウェアの歌(英語: Free Software Song)とはリチャード・ストールマンによる自由ソフトウェアをテーマにしたフィルクプロパガンダソングである。ブルガリアの歌であるサディ・モマのメロディに合わせて歌う。
ジェイミー・ザウィンスキーは「ストールマンとの協力が不可能な理由のさらなる証拠」としてこの曲にリンクしている。
この歌には様々なバージョンがあり、ドキュメンタリー「Revolution OS」のスタッフロールでGNU/Stallmansというバンドによって演奏されたバージョンや、1998年にマット・ローパーがテクノアレンジを、ジョノ・ベーコンがデスメタルバージョンを、フェンスターというバンドがリズミカルバージョンを披露している。さらにALECによるスパニッシュポップ・パンクバージョンやリック・アストリーのマッシュアップバージョンも存在する。
また、自由ソフトウェアのカラオケコンピュータゲームである「シナトラ」でもこの歌が使用されている。

## 歌詞
Join us now and share the software;
You'll be free, hackers, you'll be free.
Join us now and share the software;
You'll be free, hackers, you'll be free.
Hoarders can get piles of money,
That is true, hackers, that is true.
But they cannot help their neighbors;
That's not good, hackers, that's not good.
When we have enough free software
At our call, hackers, at our call,
We'll kick out those dirty licenses
Ever more, hackers, ever more.
Join us now and share the software;
You'll be free, hackers, you'll be free.
Join us now and share the software;
You'll be free, hackers, you'll be free.
日本語訳
我々とともに来たりて、ソフトウェアを共有せよ;
ハッカーたちよ、君らは自由になる、自由になるだろう;
我々とともに来たりて、ソフトウェアを共有せよ;
ハッカーたちよ、君らは自由になる、自由になるだろう;
溜め込み屋どもは金をタンマリ稼ぐだろう;
ハッカーたちよ、それは本当だ、それは本当だ;
だが、奴らはみんなを助けられない;
ハッカーたちよ、それは駄目、それは駄目だ;
自由なソフトウェアが十分に増えたなら;
ハッカーたちよ、我々の呼びかけ、我々の呼びかけで;
あの汚らしいライセンスを追い出すのだ;
ハッカーたちよ、金輪際永遠に、永遠にだ;
我々とともに来たりて、ソフトウェアを共有せよ;
ハッカーたちよ、君らは自由になる、自由になるだろう;
我々とともに来たりて、ソフトウェアを共有せよ;
ハッカーたちよ、君らは自由になる、自由になるだろう;
この歌詞はパブリックドメインになっている。
注意: 以下に列挙するが、本項に掲載されている音声のみのファイルにおいてわずかながら歌詞に相違点がある。
(5行目) Hoarders [may]...
(11行目) We'll [throw] out...